# Vermichiton vermiculus
Vermichiton vermiculus is een keverslakkensoort uit de familie van de Callochitonidae. De wetenschappelijke naam van de soort is voor het eerst geldig gepubliceerd in 1991 door Kaas.